# Мельниченко Сергій Іларіонович
Мельниченко Сергій Іларіонович — Герой Радянського Союзу (посмертно, 1945). Учасник 2-ї світової війни, ряд державних і бойових нагород СРСР.

## З життєпису
14 лютого 1920 село Блощинці Білоцерківського району Київської області. — 31 січня 1945 року, місто Здзешовиці, тепер Опольського воєводства, Польща.
В рядах Радянської Армії з 1940 року. З 1941 — на фронті. Закінчив прискорений курс навчання в артилерийському училищі. Загинув під час боїв на річці Одер біля міста Бреслау (тепер Вроцлав, Польща).